# Francesc Xavier Campos Coll
Francesc Xavier Campos Coll, conegut com a Xisco Campos (Binissalem, Mallorca, 10 de març de 1982) és un exfutbolista balear que jugava de lateral o central.
El seu primer equip fou el CE Binissalem, tot i que als 16 anys fitxà pel RCD Mallorca. Després d'una gran campanya amb l'Écija Balompié en la qual aconseguí el campionat del Grup IV de Segona Divisió B fitxà pel Real Murcia.

## Clubs
| Club                        | Any       |
| --------------------------- | --------- |
| RCD Mallorca B              | 2004-2006 |
| Llevant Unió Esportiva B    | 2006-2007 |
| Écija Balompié              | 2007-2008 |
| Real Murcia CF              | 2008-2009 |
| Club Esportiu Castelló      | 2009-2010 |
| Club Gimnàstic de Tarragona | 2010-2016 |
| SD Ponferradina             | 2016-2017 |
| RCD Mallorca                | 2017-2020 |
| Pontevedra C. F             | 2020-2021 |
| Zamora C. F                 | 2021-2022 |

## Palmarès

### Campionats estatals
| Títol                   | Club           | País    | Any       |
| ----------------------- | -------------- | ------- | --------- |
| Campió Segona Divisió B | Écija Balompié | Espanya | 2007-2008 |
| Campió Segona Divisió B | RCD Mallorca   | Espanya | 2017-2018 |